# Эссекс
Э́ссекс (англ. Essex) — графство на юго-востоке Англии. Входит в состав региона Восточная Англия. Административный центр — Челмсфорд. Население 1,33 млн человек (данные 2004 г.).

## География
Общая площадь территории 3 670 км² (11-е место); территория административной области — 3 465 км² (также 11-е место). На юго-западе Эссекс граничит с Большим Лондоном, на западе — с графством Хартфордшир, на севере — с графствами Кембриджшир и Саффолк, на юге — с графством Кент.
В юго-западной части Эссекса находится часть старого лесного массива Эппинг-Форест, впервые упомянутого в XVII веке и давшего название одному из районов графства.

## История
Название нынешнего графства Эссекс происходит от названия Восточно-саксонского королевства (East Saxe), основанного саксами около 500 года на территории к северу от реки Темзы и к востоку от реки Ли.
Эссекс — церемониальное и неметропольное графство исторического происхождения, расположенное в регионе Восточная Англия. Столица — город Челмсфорд, высочайшая точка — Кришхол-Коммон (147 м).
Территории, которые в настоящее время занимает Эссекс, до прихода римлян населяло кельтское племя триновантов. В 55 году до н. э. противоречия между ними и их соседями были использованы римлянами как повод для вторжения. В 49 году н. э., когда произошло новое вторжение под управлением императора Клавдия, тринованты вновь стали союзниками римлян. Это привело к тому, что город Камулодун (современный Колчестер) перешёл из рук триновантов к римлянам и стал столицей римской Британии. После этого тринованты присоединились к племени иценов в борьбе против захватчиков.
В 527 году англосаксонский король Эсквин основал королевство Эссекс (Kingdom of the East Seaxe), занимающее территории к северу от Темзы и к востоку от реки Ли. В 825 году Эссекс вошёл в состав Уэссекса, а позднее, после Велдморского соглашения, перешёл в состав королевства Восточная Англия. В 991 году произошло сражение у эссекского города Мэлдона, в котором англосаксы потерпели сокрушительное поражение от викингов и в честь которого была написана поэма «Битва при Мэлдоне».
В 1066 году произошло Норманнское завоевание Англии, а три года спустя началась постройка замка в Колчестере — одной из самых известных достопримечательностей Эссекса. В 1080 строительство приостановили из-за угрозы нападения викингов, но к 1100 году замок был закончен. В конце XI века в Колчестере построили церковь Святого Иоанна при монастыре ордена монахов-бенедиктинцев, но в 1539 году король Генрих VIII произвёл роспуск монастырей (Dissolution of the Monasteries), настоятель Колчестерского аббатства был казнён, а от церкви до нашего времени остались только ворота. В 1215 году Колчестерский замок осадил и, в конце концов, взял король Иоанн Безземельный, боровшийся с взбунтовавшимися аристократами, — это событие повлекло за собой принятие Великой Хартии. В 1648 на исходе английской революции позади замка казнили двух предводителей роялистов — Чарльза Лукаса и сэра Джорджа Лисли.
В викторианскую эпоху, благодаря строительству железной дороги, произошло значительное развитие графства. В 1843 году от станции Бишопгейт протянули ветку до Брентвуда и Колчестера, в 1856 году — уже до Лондона, в 1884 году Лондонский Сити соединили с Саутендом-он-Си, Тилбери и другими городами Эссекса.
Некоторые из этих дорог были построены для транспортировки грузов, другие — чтобы обслуживать пригородные пассажирские перевозки. В результате работы этих линий приморские города Саутенд-он-Си, Клектон-он-Си и Фринтон стали курортами.
В 1889 году в Англии были созданы советы графств. Эссекский совет располагался в Челмсфорде, однако до 1938 года его заседания проходили в Лондоне и он не управлял всем графством — Лондонские пригороды Вест-Хэм и Ист-Хэм, а также курорт Саутенд получили статусы независимых городов-графств.
Большая часть пограничной с Большим Лондоном территории Эссекса защищена от новой застройки законами о «зелёном поясе» (охватывающем столицу, чтобы сдерживать её рост), разработанным после Второй мировой войны. В 1949 году были основаны новые города Харлоу и Базилдон, ставшие «ответом» на недостаток жилья в столице. Они планировались не как спальные пригороды Лондона, а как города с независимой экономикой. Более того, железнодорожная станция в Базилдоне была открыта только в 1974 году после давления со стороны местных жителей. Близость Лондона и его экономическая притягательность привели к тому, что во многих эссекских городах стали селиться работающие в Сити люди. С ростом Лондона такие города, как Паркинг и Ромфорд, получили большую автономию.
В 1965 году, согласно Указу о лондонском самоуправлении 1963 года, города-графства Ист-Хэм и Вест-Хэм были переданы в ведомство Лондона, как и многие другие эссекские населённые пункты.

## Транспорт
Главный аэропорт Эссекса — лондонский международный аэропорт Станстед, из которого отправляются рейсы в Европу, Северную Америку и Африку. Второй по величине — аэропорт Саутенд, некогда один из самых загруженных в Великобритании. В графстве находятся несколько меньших по размеру лётных полей, большей частью построенных для королевских ВВС во время Первой и Второй мировых войн. Сейчас они в основном используются для развлекательных полётов. Примерами таких лётных полей могут послужить Клактонский и Стэплфордский аэродромы.
Эссекский порт Тилбери — один из трёх главных портов Великобритании, а порт Харидж связывает графство с городом Хук-ван-Холланд в Нидерландах и Эсбьоргом в Дании. Речной паром связывает графство Эссекс с городом Грейвсенд в графстве Кент.
Графство пересекают автострады М25 и М11, а с Лондоном Эссекс соединяют радиальные шоссе А12 и А13 — очень загруженные дороги.
Главные железные дороги графства включают две ветки от лондонского Сити до Саутенда, три ветки от Ливерпуль-стрит (в Лондоне), доходящие до полуострова Ист-Англия и Кембриджшира. Район Эппинг-Форест (город Эппинг) обслуживается линией лондонского метро Сентрал. Железнодорожная компания c2c осуществляет перевозку пассажиров между Лондоном и городами на юге графства: Базилдон, Тилбери, Саутенд-он-Си.

## Демография
В Эссексе проживает 1 737 900 человек при средней плотности населения 474 человек на км² (2010 год). На территории графства четыре города с населением более ста тысяч человек — Челмсфорд, Саутенд-он-Си, Колчестер, Базилдон.

## Административное деление
В состав графства входят 12 административных районов и 2 унитарные единицы.
|  | 1. Харлоу 2. Эппинг-Форест 3. Брентвуд 4. Базилдон 5. Касл-Пойнт 6. Рочфорд 7. Молдон 8. Сити-оф-Челмсфорд 9. Атлсфорд 10. Брейнтри 11. Колчестер 12. Тендринг 13. Таррок (унитарная единица) 14. Саутенд-он-Си (унитарная единица) |

## Экономика
Самая значительная часть местной экономики — это сфера услуг, но промышленность и сельскохозяйственный сектор также присутствуют.
Индустрия сконцентрирована на юге графства, большая часть его территорий отдана под сельское хозяйство. Среди промышленных центров можно выделить город Харлоу — крупный центр производства электроники, также специализирующийся на наукоёмкой отрасли и фармацевтике; Брентвуд, в котором располагается европейская штаб-квартира компании «Ford Motor Company»; Лохтон, в котором печатают британские и иностранные банкноты; Челмсфорд, бывший значимым центром электроники с начала существования индустрии, где теперь расположено множество финансовых и страховых компаний, а также находится штаб-квартира производителя безалкогольных напитков «Britvic». Но господствующее положение в графстве занимают мелкомасштабное производство и сфера услуг. В Колчестере размещены части британской армии, что подстёгивает местную экономику. В Турроке находится один из первых в Англии внегородских торговых центров — «Lakeside», популярность которого не угасает, несмотря на соперничество с комплексом «Bluewater» и загруженностью ближайшей автотрассы — М25.

## Культура

### Символика
На флаге и гербе Эссекса изображено три «сакса» на красном поле. «Сакс» — это короткий меч древних германцев. Согласно некоторым точкам зрения именно от этого меча взяли своё название племена саксов.

### Образование
В основном среднее образование в Эссексе предоставляется эссекским советом неметропольного графства, и отдельно управляющимися унитарными единицами Саутенд-он-Си и Таррок. В графстве находится около 90 государственных школ, большей частью — общеобразовательных, но есть и лицеи — один в Уттлсфорде, два в Челмсфорде, два в Колчестере и четыре в Саутенде-он-Си; также в наличии есть две частные школы, одна из которых расположена в городе Брентвуд. Всего в графстве четыре вуза — Эссекский университет, университет Англия Раскин, политехнический университет Англия, лондонский университет Саут-Банк. Некоторые местные колледжи также предлагают курсы высшего образования.

### Спорт
В графстве есть несколько футбольных команд, однако ни одна из них ещё ни разу не попадала в Премьер-лигу. Также есть команды по реслингу, спидвею, хоккею, но все они соревнуются только на региональном уровне.

## Достопримечательности
- Колчестерский замок — средневековое укрепление.
- Замок Хадли — средневековое укрепление.
- Клактон-он-Си — город-курорт, давший название Клектонской культуре, одной из старейших археологических культур нижнего палеолита, существовавшей на территории Западной Европы около 550—475 тыс. лет назад.
- Лаутон — город, ведущий свою историю с 500 года до н. э.